# Ctenoberta
Ctenoberta is een geslacht van vlinders van de familie spanners (Geometridae), uit de onderfamilie Geometrinae.

## Soorten
- C. abanga Prout, 1915
- C. dubia (Warren, 1899)